# Salvador Jovellanos
Salvador Silvestre del Rosario Jovellanos Guanes (Asunción, 31 dicembre 1833 – Buenos Aires, 11 febbraio 1881) è stato un politico paraguaiano.
Fu presidente del Paraguay dal 1871 al 1874.
Jovellanos emigrò molto giovane, stabilendosi a Buenos Aires. Tornò ad Asunción quando seppe che era stata occupata dagli Alleati (1º gennaio 1869) nel corso della guerra della Triplice Alleanza e rivolse agli occupanti una petizione affinché permettessero la formazione di un governo provvisorio paraguaiano. Costituitosi il Governo Provvisorio Nazionale sotto la presidenza di Cirilo Antonio Rivarola (15 agosto 1869), Jovellanos fu tesoriere generale (1869-1870) e ministro delle Finanze dopo le dimissioni di Díaz de Bedoya (1870).
Eletto deputato alla Convenzione Nazionale Costituente (1870), Jovellanos partecipò alla redazione della nuova Costituzione, quindi fu ministro della Guerra e della Marina e dell'Interno (ad interim, nel 1871) nel governo Rivarola. Divenuto vicepresidente dopo la morte del vicepresidente Cayo Miltos (7 gennaio 1871), Jovellanos succedette a Rivarola come presidente della Repubblica in seguito alle dimissioni di questi (18 dicembre 1871) fino alla scadenza regolare del mandato (25 novembre 1874).
Durante il governo di Jovellanos furono conclusi i trattati di pace col Brasile e l'Uruguay, mentre per finanziare la ricostruzione del paese fu contrattato con il Regno Unito un prestito di 2 milioni di sterline (di cui solo 124.000 furono effettivamente consegnate), cancellato definitivamente nel 1961.
Jovellanos dovette affrontare tre sollevazioni dei suoi oppositori politici tra il marzo 1873
e l'aprile 1874, tutte represse tranne l'ultima. La rivoluzione di Campo Grande, guidata da Juan Bautista Gill e dal generale Bernardino Caballero vide infatti la sconfitta del presidente Jovellanos, che rimase in carica ma dovette affidare a Caballero il Ministero dell'Interno.
Concluso il mandato, Jovellanos trascorse i suoi ultimi anni in volontario esilio a Buenos Aires.